# Mateusz Michalski (Eishockeyspieler)
Mateusz Michalski (* 29. Juli 1992 in Zakopane) ist ein polnischer Eishockeyspieler, der seit 2022 beim KS Cracovia in der Polska Hokej Liga unter Vertrag steht.

## Karriere

### Club
Mateusz Michalski begann seine Karriere als Eishockeyspieler in der Jugendabteilung des polnischen Rekordmeisters Podhale Nowy Targ, dessen Präsidentin seine Mutter Agata ist. Er durchlief bei Podhale alle Juniorenmannschaften. 2019 debütierte er in der zweiten Mannschaft des Klubs in der zweitklassigen I liga. Bereits ein Jahr später gehörte er zum Stamm der ersten Mannschaft in der Ekstraliga. Nach zwölf Jahren verließ er 2019 seinen Stammverein und schloss sich dem Ligarivalen GKS Katowice an, für den er drei Jahre spielte und mit dem er 2022 polnischer Meister wurde. Anschließend wechselte er zum KS Cracovia aus Krakau.

### International
Für Polen nahm Michalski im Juniorenbereich an der Division I der U18-Weltmeisterschaft 2010 sowie der U20-Weltmeisterschaft 2011 in der Division II und der U20-Weltmeisterschaft 2012, als er die meisten Vorlagen des Turniers gab, in der Division I teil.
Im Seniorenbereich stand er im Aufgebot seines Landes bei den Weltmeisterschaften der Division I 2019, 2022 und 2023, als den Polen erstmals seit über zwanzig Jahren wieder der Sprung in die Top-Division gelang. Zudem spielte er für Polen bei der Qualifikation für die Olympischen Winterspiele in Peking 2022.

## Erfolge
- 2011 Aufstieg in die Division I bei der U20-Weltmeisterschaft der Division II, Gruppe B
- 2011 Meiste Vorlagen bei der U20-Weltmeisterschaft der Division I, Gruppe B
- 2022 Polnischer Meister mit GKS Katowice
- 2022 Aufstieg in die Division I, Gruppe A, bei der Weltmeisterschaft der Division I, Gruppe B
- 2023 Aufstieg in die Top-Division bei der Weltmeisterschaft der Division I, Gruppe A

## Ekstraliga/PHL-Statistik
(Stand: Ende der Spielzeit 2022/23)